# Carramboa
Carramboa là một chi thực vật có hoa trong họ Cúc (Asteraceae).

## Loài
Chi Carramboa gồm các loài: